# Neo-humanismo
O Neohumanismo é uma filosofia criada por Prabhat Rainjan Sarkar que supera os sentimentos de identificação com fronteiras (geosentimento), social (sociosentimento) e o humano (humanismo), visando uma visão universalista de integração de todos os seres vivos (animais, plantas, microrganismos, ...) e objetos inanimados (água, minerais, luz) numa sociedade universal justa.
O Neohumanismo é base para PROUT (Teoria da Utilização Progressiva, em inglês), uma teoria socio-econômica baseado em valores universais que permeia as diversas organizações sociais e econômicas também estabelecidas na auto-suficiência e no cooperativismo.